# Mongolia na Letnich Igrzyskach Olimpijskich 2004
Mongolię na XXVIII Letnich Igrzyskach Olimpijskich w Atenach reprezentowało 20 sportowców (7 kobiet i 13 mężczyzn) w 7 dyscyplinach. Był to 10 start Mongołów na letnich igrzyskach olimpijskich.

## Zdobyte medale
| Medal | Zawodnik                   | Dyscyplina sportowa | Konkurencja       |
| ----- | -------------------------- | ------------------- | ----------------- |
| Brąz  | Chaszbaataryn Cagaanbaatar | Judo                | do 60 kg mężczyzn |